# 梅特科維奇

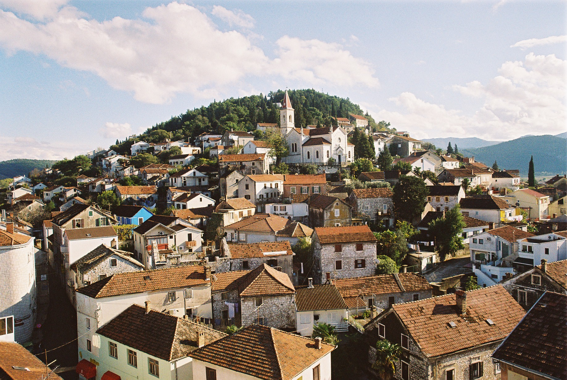

梅特科維奇是克羅地亞的城鎮，位於該國南部內雷特瓦河畔，毗鄰與波斯尼亞和黑塞哥維那接遠的邊境，由杜布羅夫斯克-內雷特瓦縣負責管轄，海拔高度30米，2001年人口13,873。

## 外部連結
- 官方网站 （克羅埃西亞文）